# Rechtenbach
Rechtenbach er en kommune i Landkreis Main-Spessart i regierungsbezirk Unterfranken i den tyske delstat Bayern. Den er en del af Verwaltungsgemeinschaft Lohr am Main.

## Geografi
Rechtenbach ligger i Region Würzburg i landskabet Spessart.